# 진남중학교
진남중학교(眞南中學校)는 대한민국 광주광역시 남구 노대동에 위치한 공립 중학교이다.

## 학교 연혁
- 2009년 3월 1일 : 진남중학교 개교
- 2009년 3월 1일 : 초대 이양자 교장 취임
- 2009년 3월 1일 : 제1회 입학식 (남녀 6학급 209명)
- 2012년 2월 10일 : 제1회 졸업식(224명 졸업)
- 2024년 3월 1일 : 제6대 최병윤 교장 취임
- 2025년 1월 10일 : 제14회 졸업식 (남여 5학급 106명)
- 2025년 3월 4일 : 제17회 입학식 (남여 5학급 112명)

## 참고 자료
- 진남중학교 - 한국교육학술정보원 학교알리미